# Production control room
Production control room (PCR) eller studiekontrolrummet (SCR) er det sted i et tv-studie, hvor sammensætningen af det igangværende program finder sted.
Produktionskontrolrummet kaldes af og til også et galleri – navnet kommer fra den oprindelige placering af instruktøren på en udsmykket udskåret bro, der spænder over BBC's første atelier på Alexandra Palace, som engang blev omtalt som som et minstrels-galleri. Master control er det tekniske omdrejningspunkt for en udsendelsesoperation, der er almindelig blandt de fleste trådløse tv-stationer og tv-netværk . Master control adskiller sig fra en PCR i tv-studier, hvor aktiviteterne såsom skift fra kamera til kamera er koordineret. Et transmission control room (TCR) er normalt mindre i størrelse og er en nedskaleret version af centralcasting.

## Production control room faciliteter
Faciliteter i et PCR er:
- En videskærmvæg med skærme til program, forhåndsvisning, VTR'er, kameraer, grafik og andre videokilder. I nogle faciliteter er skærmvæggen en række stativer, der indeholder fysiske fjernsyn og computerskærme; i andre er skærmvæggen blevet erstattet med en virtuel skærmvæg (nogle gange kaldet et " glascockpit "), en eller flere store videoskærme eller videovægge, hver i stand til at vise flere kilder i en simulering af en skærmvæg.
- En vision-mixer, et stort kontrolpanel, der bruges til at vælge opsætningen af flere kameraer og andre forskellige kilder, der skal optages eller ses i luften og i mange tilfælde i alle videomonitorer på sættet. Udtrykket "vision mixer" bruges primært i Europa, mens udtrykket "video switcher" normalt bruges i Nordamerika.[1]
- En professionel lydmixerkonsol og andet lydudstyr såsom lydeffektenheder eller -enheder.[1]
- En tegngenerator (CG), som skaber størstedelen af navnene og fuld digital grafik på skærmen, der indsættes i programmets nederste tredjedel af tv-skærmen.[1]
- Digitale videoeffekter, eller DVE, til manipulation af videokilder. I nyere vision mixere er DVE integreret i vision mixeren; ældre modeller uden indbyggede DVE'er kan ofte styre eksterne DVE-enheder, eller en ekstern DVE kan køres manuelt af en operatør.
- Harddisk eller SSD-dockingstationer eller hukommelseskortlæsere
- En still-lager- eller stillframe-enhed til opbevaring af grafik eller andre billeder. Mens navnet antyder, at enheden kun er i stand til at gemme stillbilleder, kan nyere still-butikker gemme bevægelige videoklip og motion graphics . Den kan også integreres i vision mixeren.
- Den tekniske direktørs station med bølgeformmonitorer, vektorskoper og kamerakontrolenheder (CCU) eller fjernbetjeningspaneler (RCP'er) til CCU'erne, som bruges til at styre de professionelle videokameraer i studiegulvet
- I mange faciliteter bruges en lysstyringskonsol til at styre belysningen på studiegulvet
- I nogle faciliteter kan VTR'er, VCR'er, CCU'er, videoservere og video- og lydkonvertere, processorer og routere også være placeret i PCR'en, men findes også ofte i Central Apparatus Room (CAR)
- Intercom og IFB udstyr til kommunikation med talenter og tv-hold
- En signalgenerator til at genlåse alt videoudstyr til en fælles reference, der kræver colorburst